# Noli me tangere (Angelico)
Noli me tangere è uno degli affreschi di Beato Angelico che decorano il convento di San Marco a Firenze. Misura 180x146 cm e si tratta di una delle opere sicuramente autografe del maestro, risalente al 1438-1440.

## Storia
L'Angelico si dedicò alla decorazione di San Marco su incarico di Cosimo de' Medici, tra il 1438 e il 1445, anno della sua partenza per Roma, per poi tornarvi negli anni 1450, quando completò alcuni affreschi e si dedicò alla statura di codici miniati per il convento stesso.
Molto si è scritto circa l'autografia dell'Angelico per un complesso di decorazioni di così ampia portata, realizzato in tempi relativamente brevi. Gli affreschi del piano terra vengono concordemente attribuiti all'Angelico, mentre più incerta e discussa è l'attribuzione dei quarantatré affreschi delle celle e dei tre dei corridoio del primo piano. Se i contemporanei come Giuliano Lapaccini attribuiscono tutti gli affreschi all'Angelico, oggi, per un mero calcolo pratico del tempo necessario a un individuo per portare a termine un'opera del genere e per studi stilistici che evidenziano tre o quattro mani diverse, si tende a attribuire all'Angelico l'intera sovrintendenza della decorazione ma l'autografia di solo un ristretto numero di affreschi, mentre i restanti si pensa che vennero dipinti su suo cartone o nel suo stile da allievi, tra cui Benozzo Gozzoli.
Il Noli me tangere si trova nella cella 1 del corridoio Est, lato esterno, nella fila di celle da cui si ritiene che sia iniziata la decorazione, e fa parte di quel ristretto numero di opere di attribuzione diretta al maestro assolutamente indiscussa, sia nel disegno che nell'esecuzione.

## Descrizione e stile
La scena è stata composta in maniera simile alla vicina Annunciazione della cella 3, con due figure pressoché immobili e uno sfondo che se anche apparentemente è più ricco e vario (la grotta, il prato fiorito, gli alberi), nella sostanza è appiattito dalla fascia orizzontale dell'incannucciata, che isola le figure ed evita qualunque distrazione che allontani la mente dai confini della scena. Non a caso i toni giallo-ocra della palizzata si intonano con quello della testa del Cristo, isolandola e mettendola in assoluta evidenza.
I corpi della Maddalena e del Cristo sono scolpiti dalla luce cristallina, che dà una forte sensazione, tramite il chiaroscuro, di rilievo plastico. Le fisionomie sono dolci ma incisive, il panneggio realistico, la collocazione spaziale così solida per la donna e così eterea per il Cristo soprannaturale.
Si tratta dell'unico degli affreschi delle celle di San Marco a dimostrare un diffuso interesse per la natura, con una resa minuta delle specie del prato. Tra gli alberi spicca al centro la palma, simbolo del martirio.